# ルードヴィ・ノーベル賞
ルードヴィ・ノーベル賞（ルードヴィ・ノーベルしょう, 英: Ludvig Nobel Prize）は、ロシアに貢献した人に贈られる賞。

## 概要
ノーベル賞の制度が発足する以前の帝政ロシア時代の1888年に創設された。2008年現在、ロシアのビジネスマンや芸術家が主催している。知名度は低いが、ウラジーミル・プーチンが2008年に受賞したことから世界的に報道された。

## 由来
ルードヴィ・ノーベル (Ludvig Nobel) とはノーベル賞で知られるアルフレッド・ノーベルの兄である。ルードヴィ自身も優れた科学者であり、ロシア国籍を有しサンクトペテルブルクに暮らした経歴を持つことから創設された。